# Saint-Denis – Université (stanice metra v Paříži)
Saint-Denis – Université je stanice pařížského metra na lince 13. Ve stanici končí severovýchodní větev linky. Severozápadní větev končí ve stanici
Asnières – Gennevilliers – Les Courtilles. Stanice se nachází mimo území Paříže na hranicích měst Saint-Denis a Pierrefitte-sur-Seine v departementu Seine-Saint-Denis na rohu ulic Avenue de Stalingrad a Rue Guynemer.

## Historie
Stanice byla otevřena 25. května 1998, když sem byla prodloužena linka ze sousední stanice Basilique de Saint-Denis.
Stanice je využívána studenty a akademiky Univerzity Paříž VIII a bude také sloužit novému centru Francouzského národního archivu, které se buduje na pozemcích města Pierrefitte-sur-Seine v blízkosti stanice a autobusového nádraží.
Nástupiště a kolejiště byly umístěny pod velkou desku, na které byla postavena vstupní hala. Nástupiště mají tvar písmene „I“ jako ve stanici Basilique de Saint-Denis: na obou koncích jsou širší a směrem ke středu se zužují.

## Název
Jméno stanice je odvozeno od Université Paris VIII, která sídlí v Saint Denis a jejíž hlavní sídlo se nachází u východu z metra.

## Vstupy
Stanice má pouze jeden centrální vchod.

## Další rozvoj
Existuje projekt na další prodloužení linky 13 do plánované železniční stanice Stains – La Cerisaie, kde by byl přestup na novou železniční trať.